# Kohärenz (Signalanalyse)
Die Kohärenzfunktion ist ein Maß für den Grad der linearen Abhängigkeit zweier Zeitsignale {\displaystyle x(t)} und {\displaystyle y(t)} über der Frequenz. Sie ist mathematisch gesehen nichts anderes als das Betragsquadrat des normierten mittleren Kreuzleistungsspektrums. Sie berechnet sich nach der Gleichung
{\displaystyle \gamma _{XY}^{2}(f)={\frac {|\left\langle G_{XY}(f)\right\rangle |^{2}}{\left\langle G_{XX}(f)\right\rangle \cdot \left\langle G_{YY}(f)\right\rangle }}\,}.

## Wann wird die Kohärenz identisch 1?
Bei vollständiger linearer Abhängigkeit wird das Betragsquadrat des mittleren Kreuzleistungsspektrums {\displaystyle |\left\langle G_{XY}(f)\right\rangle |^{2}} gleich groß wie das Produkt der mittleren Autoleistungsspektren {\displaystyle \left\langle G_{XX}(f)\right\rangle } bzw. {\displaystyle \left\langle G_{YY}(f)\right\rangle }. Damit ergibt sich für die Kohärenz im gesamten Frequenzbereich der Wert 1. Der Pegel der beiden Signale spielt keine Rolle, da das Betragsquadrat des normierten mittleren Kreuzleistungsspektrums betrachtet wird. Ist keine Abhängigkeit vorhanden, so wird das Kreuzleistungsspektrum und somit auch die Kohärenzfunktion zu Null.

### Warum wird die Kohärenz ohne Mittelung identisch 1?
Betrachtet man den obigen Ausdruck ohne Mittelung und ohne Betragsbildung im Zähler
{\displaystyle {\frac {G_{XY}(f)}{\sqrt {G_{XX}(f)\cdot G_{YY}(f)}}},}.
so ist der Nenner gerade der Betrag des Zählers und wir erhalten somit ein normiertes Kreuzleistungsspektrum. Das Ergebnis des Kreuzspektrums ist eine komplexe Zahl. Und eine durch den Betrag normierte komplexe Zahl ist ein Punkt auf dem Einheitskreis. Die Position der komplexen Zahl auf dem Einheitskreis spiegelt die Phase wider. Wie eingangs erwähnt, ist der Nenner gerade der Betrag des Zählers. Bildet man nun auch von dem Zähler den Betrag, dann ergibt der Betrag des Zählers geteilt durch den gleichen Betrag nun mal 1.
Was passiert nun bei der Mittelung? Nehmen wir an, dass keine vollständige lineare Abhängigkeit vorliegt, so ist davon auszugehen, dass die einzelnen Kreuzleistungsspektren unterschiedliche Phasen enthalten, also im Raum der komplexen Zahlen in unterschiedliche Richtungen zeigen. Im ungünstigsten Falle – alle Kreuzleistungsspektren zeigen in unterschiedliche Richtungen – mitteln sich die einzelnen Kreuzleistungsspektren gegenseitig weg, so dass am Ende eine komplexe Zahl mit kleinem Betrag oder gar mit dem Betrag Null herauskommt. Die Autoleistungsspektren sind per Definition positiv, so dass diese sich nicht zu Null aufmitteln können. Somit macht die Kohärenz erst durch Anwendung der Mittelung Sinn.
Ein weiteres interessantes Maß ist übrigens die Phasensynchronisation. Die Formel ist bis auf die Mittelung gleich der der Kohärenz.

### Warum nimmt die Kohärenz im gesamten Frequenzbereich den Wert 1 an, wenn ein Sinus mit nur einer Frequenz analysiert wird?
Man denke sich zwei Signale {\displaystyle x(t)} und {\displaystyle y(t)}, die jeweils aus einem Sinus der Frequenz {\displaystyle f} erzeugt werden. Berechnet man von diesen Signalen die Kohärenz, so erhält man über den gesamten Frequenzbereich den Wert 1. Für die Frequenz {\displaystyle f} selbst würde man dies auch erwarten. Aber warum erhält man diesen Wert auch für die restlichen Frequenzen? Da kein Signalanteil in diesen Frequenzen vorhanden ist, können sich die einzelnen Anteile des Kreuzleistungsspektrums nicht gegenseitig wegmitteln. Daher ist der Betrag im Zähler gleich dem Betrag im Nenner gleich Null. Die Grenzwertanalyse zeigt, dass dieser Quotient gegen 1 strebt. Das kann man sich verdeutlichen, indem man sich auf die oben eingeführte Frequenz {\displaystyle f}  setzt und die Amplitude dieser Frequenz gegen Null gehen lässt. Egal wie klein die Amplitude ist, so bleibt die Kohärenz für diese Frequenz gleich 1. Somit behält die Kohärenz den Wert 1 für den Limes der Amplitude gegen Null.

## Interpretation eines Kohärenzspektrums
Ist die Kohärenz zwischen einem Eingangssignal {\displaystyle x(t)} und einem Ausgangssignal {\displaystyle y(t)} eines Schwingungssystems im interessierenden Frequenzbereich ungleich 1, so ist dies stets ein Hinweis darauf, dass eine Systemidentifikation (Analyse des Systemverhaltens) mittels der linearen Signalanalysetheorie mit Unsicherheiten behaftet ist.
Als Gründe für von 1 abweichende Kohärenzen können genannt werden:
- Unkorreliertes Rauschen in den Messsignalen {\displaystyle x(t)} und/oder {\displaystyle y(t)}
- Beeinflussung des Ausgangssignals {\displaystyle y(t)} durch andere, nicht mit {\displaystyle x(t)} korrelierte Eingangssignale
- Nichtlineares Verhalten des Systems
- Leckeffekte wegen zu geringer Frequenzauflösung o. ä. (bei digitaler Signalanalyse)

Wenn mehrere Signalquellen vorliegen (sog. „multiples“ Eingangs-/Ausgangsproblem), reicht die Betrachtungsweise der gewöhnlichen Kohärenzfunktion nicht mehr aus. Für diese Fälle müssen zwei weitere Funktionen definiert werden, die unter den Bezeichnungen partielle und multiple Kohärenz bekannt sind.
Die partielle Kohärenz beschreibt die Linearität zwischen einem der Eingangssignale {\displaystyle x_{ii}(t)} des Systems und dem Ausgangssignal {\displaystyle y(t)}. Ihre Berechnung ist immer dann möglich, wenn das betrachtete Eingangssignal nicht vollständig mit einem anderen korreliert ist und wenn sämtliche Eingangssignale {\displaystyle x_{ii}(t)} bekannt sind.
Völlig unabhängig vom Grad der Korrelation zwischen den Eingängen können mit Hilfe der multiplen Kohärenz Aussagen über die gemeinsame lineare Abhängigkeit zwischen einer Anzahl von Eingangssignalen und dem Ausgangssignal gewonnen werden. Dies ermöglicht eine Kontrolle, ob alle wesentlichen Eingangssignale erfasst worden sind (lineare Verhältnisse zwischen den erfassten Eingangssignalen und dem Ausgangssignal vorausgesetzt). Die gewöhnliche Kohärenzfunktion kann als Spezialfall der multiplen Kohärenzfunktion mit nur einem Eingangssignal aufgefasst werden.